# スティングレイ (船舶)
スティングレイ（英語: STINGRAY）は、福岡県の唐泊港を母港とし、見聞堂株式会社のクルーズ事業部が所有・運営する船舶である。
機関はヤンマーディーゼル 6HYS-ETを搭載、出力は612馬力。対馬のSSボート製作所が造船した。
遊漁船としてはルアーを使用したキャスティングゲームに特化したガイドサービスを提供しており、主にヒラマサ、GT（ロウニンアジ）、クロマグロを狙って周年で出航している。釣行エリアは、玄界灘、五島列島、トカラ列島。
ダイビングボートとしては玄界灘での調査潜水を定期的に行っており、2019年11月にはNHK BSプレミアムの自然ドキュメンタリー番組『ワイルドライフ』の撮影船として起用され、福岡県宗像市の世界遺産・沖ノ島にて約1週間の航海を行い、水中写真家の中村征夫氏らと共に、水中撮影や自然観察の支援を行った。

## 主な釣果実績
2024年4月に長崎県壱岐島の沖で、ヒラマサの44kgをキャッチ。釣りプロの村越正海氏の開催ツアーでの出来事で、YouTuberグループ釣りよかでしょうのキム氏がアングラーとして参加、およそ30分の格闘の末に捕獲、リリースに成功した。
2023年8月に鹿児島県トカラ列島の芽瀬で、GTの56kgをキャッチ。この年は夏季に8本のトカラGTツアーを実施し、30kg台×6本、40kg台×2本、50kg台×1本のキャッチ＆リリースに成功した。
2025年6月に長崎県壱岐島の沖で、マグロ族の釣果としては過去最大サイズとなる、クロマグロの215kgをキャッチ。リリースに成功した。